# Najgorszy rewolwerowiec Dzikiego Zachodu
Najgorszy rewolwerowiec Dzikiego Zachodu (ang. The Shakiest Gun in the West) – amerykański western komediowy z 1968 roku. Remake filmu Blada twarz z 1948 roku.

## Treść
Rok 1870. Fajtłapowaty dentysta, Jesse W. Heywood, po ukończeniu uczelni udaje się na Dziki Zachód, gdzie brakuje przedstawicieli jego fachu. Na miejscu spotyka piękną kobietę, Penelope, która wydaje się być nim zafascynowana. Zakochany mężczyzna bierze z nią szybki ślub. Nie wie, iż jest ona tajną agentką rządową, która pracuje nad zdemaskowaniem groźnej bandy zaopatrującej Indian w broń. Kobieta liczy na to, że nowy mąż uwiarygodni jej przykrywkę. W czasie podróży przez prerie tabor zostaje zaatakowany przez Indian. Dochodzi do strzelaniny, w czasie której Penelope, zabija napastników i wmawia mężowi, że to on tego dokonał. Całe miasto jest pełne podziwu dla dzielnego rewolwerowca, pogromcy Indian. Tymczasem bandyci zaczynają podejrzewać, że to właśnie on jest rządowym agentem i postanawiają go zlikwidować.

## Główne role
- Don Knotts - dr Jesse W. Heywood
- Barbara Rhoades - Penelope 'Bad Penny' Cushings
- Jackie Coogan - Matthew Basch
- Burt Mustin - Old Artimus
- Don 'Red' Barry - pastor Zachary Gant (Donald Barry)
- Ruth McDevitt - Olive
- Frank McGrath - Mr. Remington
- Terry Wilson - Welsh
- Carl Ballantine - Abel Swanson
- Pat Morita - Wong
- Barbara Rhoades - Penelope "Bad Penny" Cushings
- Robert Yuro - Arnold the Kid

i inni.